# Goodenia scapigera
Goodenia scapigera är en tvåhjärtbladig växtart. Goodenia scapigera ingår i släktet Goodenia och familjen Goodeniaceae.

## Underarter
Arten delas in i följande underarter:
- G. s. graniticola
- G. s. scapigera
- G. s. foliosa